# Alföldy család
Alföldy család egy Bars és Nyitra vármegyei, illetve Verebélyi széki család.
A család állítólag Abaúj vármegyéből származott, vélhetően valamelyik Mislyéről. Alföldy Lőrincz aliter Mislei, felesége Kiss Margit, Alföldy Mihály és Anna 1666. április 3-án kapott címeres nemeslevelet I. Lipót királytól. Kihirdette Abaúj vármegye Göncön 1669-ben. Mártonfalván voltak birtokosok. Ezen család egyik ága Nemespannon is birtokolt. Alföldy Miklós, Ferenc, József és János 1768-ban, Alföldy Miklós, József és Ferenc pedig 1793-ban kapott nemesi bizonyságlevelet Nyitra vármegyétől.
Alföldy János és Mátyás testvérek Mártonfalván éltek, s Jánostól származott János és István. Alföldy János fia Tamás 1780-ban kapott nemesi bizonyságlevelet Nyitra vármegyétől, majd Nemesmiliticsen telepedett le. Alföldy István (János testvére, Dunaszentgyörgyről költözött Csátaljára, majd Dávodra) fiai Imre, Jakab, András és Ádám 1781-ben kaptak bizonyságlevelet Nyitra vármegyétől, Dávodon laktak és 1781-ben Bács vármegyében hirdették ki nemességüket. 1802-ben Bács-Bodrog vármegye nemesi bizonyítványt adott Imrének és öt fiának, akik mind Dávodon (Dautova) laktak. Tamás fiai 1803-ban más családokkal együtt adományt kaptak Nemesmiliticsre. István, János, József és Ferenc 1804-ben (?) nyerték a nemesmiliticsi előnevet, főleg azokért az érdemekért, melyeket János, mint a vármegye ügyésze, 11 évi hivataloskodása alatt szerzett. A magyar királyi belügyminiszter 81296/1903 számon igazolta a család nemességét.
1865-ben Nemespannon Alföldy telkén épült fel a római katolikus iskola épülete, azonban már korábban is folyt tanítás a faluban.

## Címerük

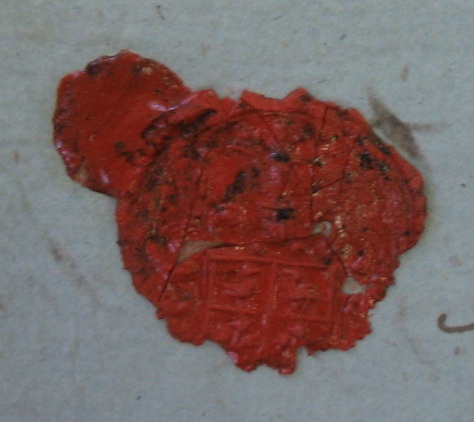
Alföldy János (1832)
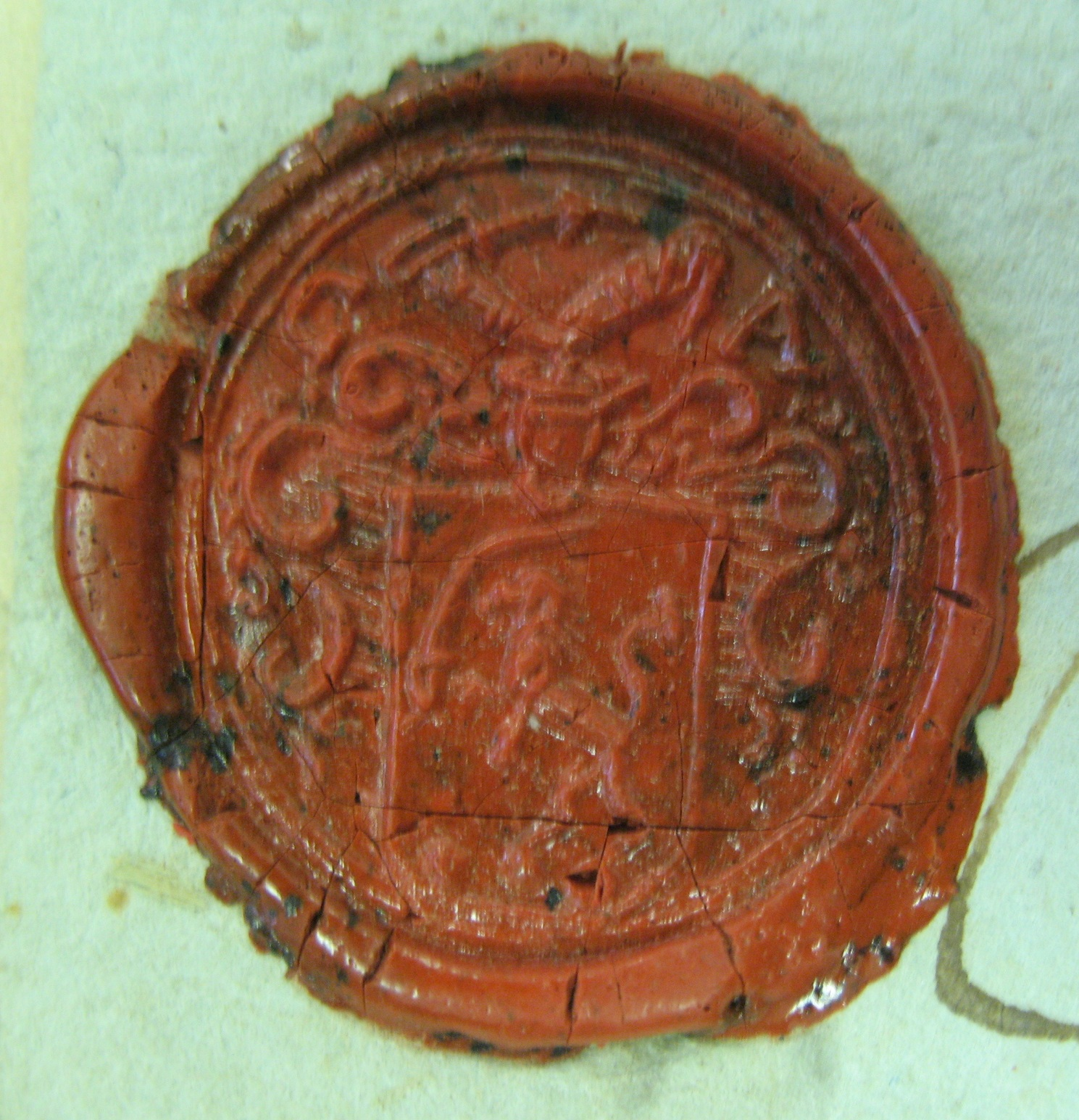
Alföldy Károly (1841)

Kékben, zöld alapon, arany griff. Sisakdísz: kinövő zölddolmányos, veres béléssel ellátott fekete kalpagos, véres görbe kardot tartó magyar vitéz. Takarók: kék, arany és vörös, ezüst.

## Neves személyek

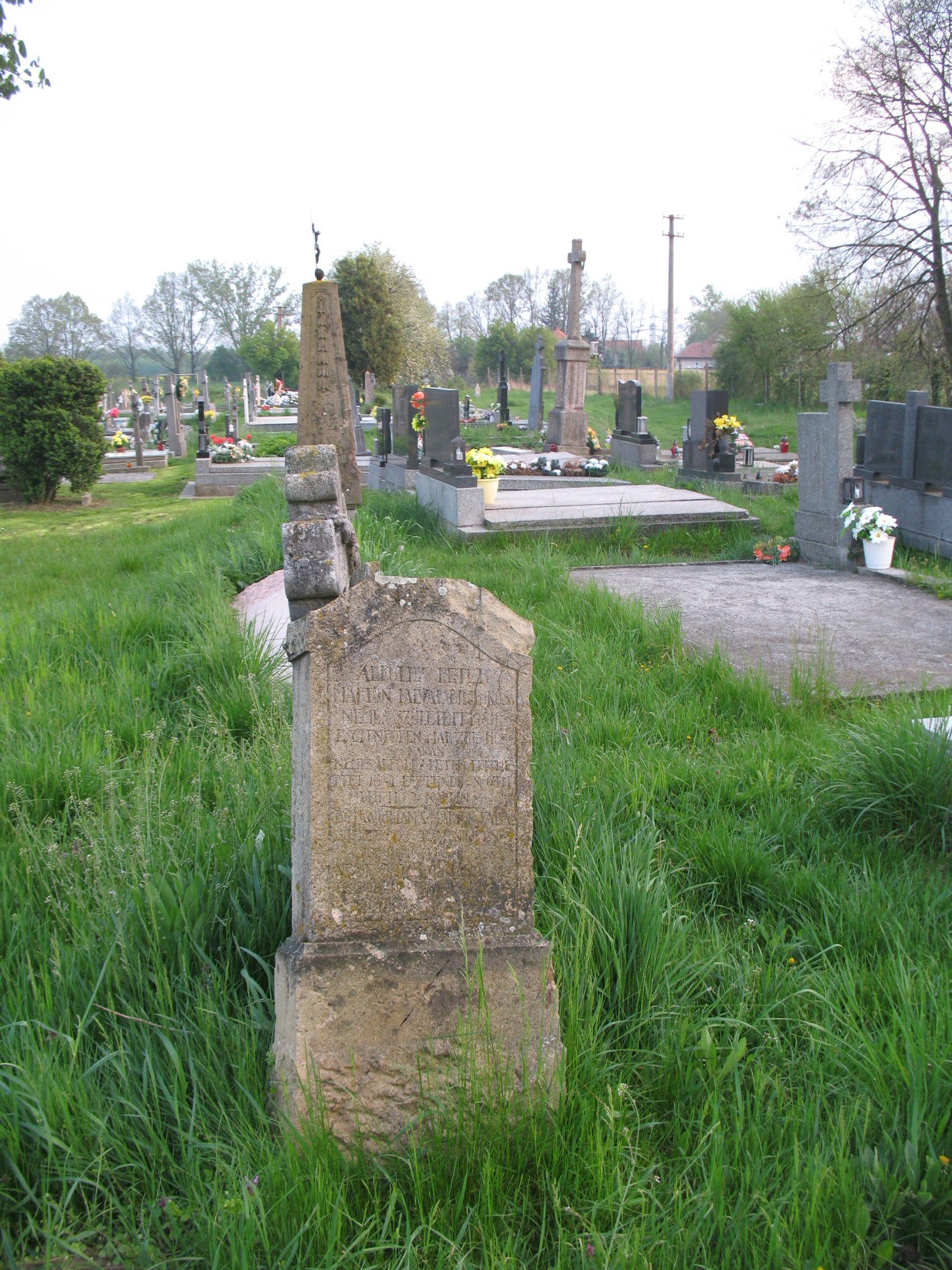
Vajkmártonfalva

- Alföldy Árpád Zombor szabad királyi város helyettes polgármestere
- nemesmiliticsi Alföldy Dezső (1875-1961) jogász, bíró, felsőházi tag[9]
- Alföldy Elek (1775-1855) Verebély széki esküdt, Nyitra vármegye esküdtje, levéltáros.[10]
- nemesmiliticsi Alföldy Flóra (Késmárky Béláné; 1882 körül-1907 után) zombori fényképész[11]
- Alföldy István, 1838-ban Nemespann hadnagya[12]
- Alföldy Gedeon (?-1908) földbirtokos és királyi közjegyző
- nemesmiliticsi Alföldy Géza (1935-2011) ókortörténész[13]
- Alföldy János 1804-ben Bács vármegye alügyésze volt
- Alföldy János Verebély széki esküdt 1834-ben[14]
- nemesmiliticsi Alföldy Jenő (1904-1981) főorvos, egyetemi tanár.[15]
- Alföldy Károly Nyitra vármegyei esküdt